# Leo Vonderscheer

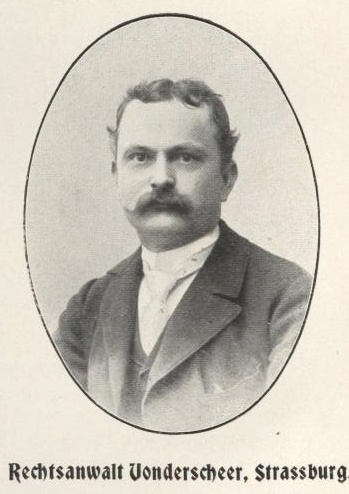
Leo Vonderscheer, um 1902

Leo Vonderscheer (* 6. Oktober 1864 in Weiler; † 24. Februar 1929 in Straßburg) war Jurist und Mitglied des Deutschen Reichstags.

## Leben
Vonderscheer besuchte die Volksschule in Rufach, das College der Väter zum heiligen Geist in Beauvais, das College in Pont-à-Mousson, das Realgymnasium in Markirch, (Abiturientenexamen als Extraneer (Externer) am Lyceum in Straßburg absolviert) und die Universität Straßburg. 1890 wurde er Referendar und ab 1894 war er Rechtsanwalt in Straßburg. Weiter war er Mitglied des Gemeinderats von Straßburg.
Leo Vonderscheer war Mitglied der ersten Kammer des Landtags des Reichslandes Elsaß-Lothringen von 1911 bis 1918.
Von November 1899 bis 1912 war er Mitglied des Deutschen Reichstags für den Wahlkreis Elsaß-Lothringen 6 (Schlettstadt). Zuerst gehörte er der Elsass-Lothringer Protestfraktion an, ab 1907 der Elsaß-Lothringischen Zentrumspartei. 1910 war er Präsident des ersten Parteitages der Elsaß-Lothringischen Zentrumspartei.
Nach dem Ausscheiden aus dem Reichstag wurde er 1912 zum Landgerichtsrat in Straßburg ernannt.
1902 trat Vonderscheer als Redner auf dem Deutschen Katholikentag in Mannheim auf. In der offiziellen Festschrift ist er deshalb mit einem Porträt verewigt.